# Магон I
Вижте пояснителната страница за други личности с името Магон.
Магон I (на латински: Mago I.) e генерал, мелек и монарх на Картаген между 550 – 530 пр.н.е., основател на династията Магониди.
Създава картагенския военен модел като бойна сила, сменяйки гражданската милиция с наемни войски, в които картагенците (пуните) служили като офицери. Въз основа на този военен модел насетне възниква и добилия нарицателна слава в античността израз „пуническа вярност“. За „новия град“ останала традицията в краен случай да свиква гражданско опълчение, като това за пръв път /в размер на 40 хил. картагенци/ се наложило по време на т.нар. африканска експедиция на Агатокъл.
Магон укрепва наново картагенската доминанция над Сардиния, която била предходно загубена временно от неговия предшественик Малх. Участва победоносно в битката при Алалия (през 539 пр.н.е. или 535 пр.н.е.) в съюз етруските срещу древногръцките колонии в Западното Средиземноморие начело с Масалия.
Съпругата му произхожда от Сиракуза. Неговият син Хасдрубал I го наследява през 530 пр.н.е. на своеобразния тирски/тирански трон на Картаген до 510 пр.н.е. Другият му син Хамилкар I става малх от 510 до 480 пр.н.е. на Пунически Картаген.